# 2022年のロシアの動員
2022年ロシアの動員（2022ねんロシアのどういん）は、2022年ロシアのウクライナ侵攻中の2022年9月21日、ロシア連邦軍へのロシア国民の部分的な動員をウラジーミル・プーチン大統領が発表し、対応する政令第647号が署名された出来事。この決定は、ハルキウ州でのウクライナの反撃の成功直後かつ、ロシアが国家の承認を与えているドネツク人民共和国（DPR）、ルガンスク人民共和国（LPR）およびロシア軍占領下のザポリージャ州とヘルソン州におけるロシア編入に関する住民投票の発表の翌日に下された。
プーチンは演説の中で、部分動員は国防省と軍参謀総長から提案されたと述べた。セルゲイ・ショイグ国防相は、ロシアには「莫大な動員予備力」があり、予備役の30万人を動員する計画であると発表した。厳密には動員活動はすぐに始まった。
動員発表により、プーチンはウクライナとの戦争におけるロシアの軍事的努力をエスカレートさせた。ロシア軍がハルキウ州中部および東部から大規模に撤退したにもかかわらず、プーチンは演説で、ウクライナにおけるロシアの目標は変わっていないと主張した。プーチンの演説は事前に録画され（対ウクライナ侵攻開始時の放送と同様）、モスクワ時間（UTC+3）午前10時に放送されたので、ロシアの全ての地域に同時に通知された可能性が高い。この演説は、とりわけ「軍の脱走」に対する最大10年の懲役刑に関する下院の刑法改正後に行われた。プーチンは、アメリカ合衆国とヨーロッパ諸国がロシア連邦に対して「核による恫喝」を行っていると非難し、自国の兵器の存在を思い出させた。また、動員の必要性を正当化するための住民投票の呼びかけを利用して、占領されたウクライナの「領土」がロシアの一部であると宣言される道を開く、急遽発表された住民投票への支持を再確認した。
プーチンはこれまで、動員を宣言することを避けてきたが、ハルキウ州でのロシアの撤退と、主戦派の民族主義者からの呼びかけが、プーチンを動かしたと見られている。ロシアでの動員は、過去にも日露戦争中、第一次世界大戦開始時および第二次世界大戦中のナチス・ドイツのソ連侵攻を受けて発表されている。
動員発表後、ロシア政府が戒厳令の可能性について議論していたと報じられたが、大統領報道官ドミトリー・ペスコフは報道を否定した。2022年10月11日時点で、ロシアの38地域が動員を完了したと発表している。2022年10月14日、プーチンは部分的動員が「約2週間で」完了すると主張した。

## 背景
2021年から2022年初頭にかけて、ロシア連邦軍は、西隣のベラルーシや2014年に併合を宣言したクリミアを含むウクライナの国境近くに部隊を配置し、軍事演習を実施するなどした（ロシア・ウクライナ危機 (2021年-2022年)）。
プーチン大統領が対ウクライナ攻撃開始時の2022年2月24日早朝に放送させた演説は『特別軍事作戦の実施について』であった。同月26日にロシア政府は国内メディアに、ウクライナでの軍事行動を報道する場合に「侵攻」という表現だけでなく「戦争」と呼称するすることも罰則の対象にすると通達した。だが部分的動員を発令した同年9月にかけて、ロシアはウクライナ政府やウクライナ軍を降伏や機能麻痺、領土を占領された状態での停戦・休戦に追い込むことに失敗したうえ兵力の損失が積み上がり、ウクライナ軍の夏季反転攻勢で占領地の一部を奪還された。
『モスクワ・タイムズ』の計算によると、ウクライナ侵攻開始以降、ロシア当局は動員の可能性を15回否定しており、動員発表の1週間前には3回否定された。その例として、3月8日の国際女性デーにおいて、ウラジーミル・プーチンは、ウクライナでの戦闘に予備役を招集しないことを公に約束した。

### ドネツクとルガンスク人民共和国

左下のピンク色の地域は2014年にロシアが併合を宣言したクリミア半島。ドンバス地域のピンク色の部分はDPRとLPRの分離主義勢力が2014年9月時点で保持している地域を表す（都市は赤色表示）。

ウクライナ侵攻の5日前の2022年2月19日、ウクライナ東部で親ロシア派が樹立を宣言し、ロシア含め国際的に承認されたいかなる主権国家からも同日時点では承認されていなかったドネツク人民共和国（DPR）とルガンスク人民共和国（LPR）で総動員が始まり、何万人もの地元住民が強制的に軍務に就かされた。
ジュネーヴ諸条約_(1949年)第51条は占領地での動員を禁じているため、動員の事実は隠ぺいされつつ半公式のかたちでおこなわれた。自発的に動員に応じたのは20％で、「民兵」や「人民民兵」としての勤務経験を持つ者たちであった。他は脅迫や強制によるものとみられている。
徴兵年齢の男性が大量に招集され、地域の企業では従業員の最大80%が招集され、鉱山、公共交通機関の停止、都市および公共サービスの麻痺につながった。動員から逃れるために、住民は隠れたり、「共和国」からの不法出国を試みたりすることを余儀なくされた。
動員は、DPRとLPRの軍隊（「ドンバスの親ロシア派分離主義勢力」参照）の多くの問題が明らかになった。訓練や戦闘経験がない新兵が十分な物資のない状態で最前線に送られており、部隊には制服、武器、食料、医薬品が無かった。人権活動家は、訓練を十分に受けたウクライナ軍との衝突による動員された新兵の死者数は、2022年8月時点で最大3万人と報告した。
部隊からの不許可離脱によるDPRとLPRの男性に対して刑事訴訟が起こされたことを示す文書がネット上に漏洩したことから、メディアゾナはリストに掲載されている名前をロシア内務省の連邦指名手配リストの公式データベースと比較した。その結果、2024年時点で少なくとも2,850人のDPRとLPRの兵士が指名手配されていたことはほぼ確実であることがわかっている。

### ロシア
予備役の軍事委員会への召喚状は、4月に既に始まっていた。用務員が配布するように指示された召喚状は、招集の目的が記載されていない不正確なものだった。おそらく、それらの召喚状は軍の登録・入隊事務所に男性を招き、予備役に留まる契約を締結するために送られた。
5月28日、軍志願兵の年齢上限を撤廃する法案が成立した。
2022年9月の軍事的敗北の後、プーチンはロシアの超国家主義者や総動員とウクライナとの全面戦争を求めるイーゴリ・ギルキンのような主戦派活動家から受ける圧力が強まっていた。ギルキンはロシアの総動員が勝利のための「最後のチャンス」と述べた。

### ロシアの損失

2022年9月時点でのロシアが支配するウクライナの地域

プーチンの発表後、ロシアのショイグ国防相は、ロシア軍の死者数は5,937人で負傷者の90パーセントは既に戦闘に復帰していると述べた。ショイグが語った死者数は、戦死したと知られているロシア人の名前よりも少ない。英国放送協会（BBC）によると、9月16日時点で、紛争中にロシアは少なくとも6,476人の軍人が死亡したが、この数はオープンソースによって確認された損失のみであり、実際の損失数を反映していない。BBCが提供する確認された損失のリストは、ロシアに埋葬された実際の軍の死者よりも少なくとも40から60パーセント少ない可能性がある。
BBCは、70人以上の軍用機パイロット、370人以上の海兵隊員、数百人の空挺部隊員、200人以上のGRU特殊部隊の兵士を含む、1,000人以上の精鋭兵の死亡に関するデータを収集した。9月21日、ウクライナ軍参謀本部はロシア軍の損失は5万5100人と発表した。

### 囚人の勧誘
2022年7月から、多数のメディアが、ロシアの民間軍事会社（PMC）ワグナー・グループのリーダーであるエフゲニー・プリゴジンが刑務所を訪問した件について報じた。プリゴジンは、恩赦、前科の削除、ロシアのパスポート、現金支払い（月額10万ルーブルとほぼ同額のボーナス、「価値のある」死の場合、家族に500万ルーブル）と引き換えに、PMCの一員として敵対行為に参加するよう囚人に提案した。リクルーターの訪問後、トゥーラとヤロスラヴリ地域の2つの刑務所では、刑務所で必要な数の志願者が集まるまで行政が公衆電話を利用できなくしていたという。9月、プリゴジンがマリ・エル共和国の刑務所で雇い兵を募集している動画が流出した。動画では、プリゴジンは受刑者に対し「6か月働けば自由だ」と話す一方で、「ウクライナに到着してから気が変わった場合、我々が処刑する」と述べ、脱走について警告した。
NGO団体「ロシア・ビハインド・バーズ」は、囚人の移送に関する全ての報告を収集した。それらのデータによると、9,728人が既に採用されている。

### 法改正
動員前日の9月20日、ロシアの国家院（下院）は全会一致で刑法に「動員」「戒厳令」「戦時」の概念を含める修正案を採択し、軍事作戦に関連するいくつかの条文を導入した。「自発的降伏」（第352.1条）は最大10年の懲役、「略奪」（第356.1条）は最大15年の懲役、動員期間と戒厳令中の軍事部隊の無許可の放棄に対する罰則が懲役10年に厳罰化された。動員期間中の軍事訓練に「予備役」が現れない場合や脱走した場合の刑事責任が導入された。この法律はまた、「動員」「戒厳令」または「戦時」期間中の命令に従わなかった場合、および敵対行為や作戦への参加を拒否した場合の刑罰（懲役2～3年）を導入した。ザ・インサイダーで立法上の目新しさについてコメントした弁護士によると、新法の目的の一つは、前線での軍関係者の事実上の奴隷化と、拒否者との戦いであった。
9月20日、政治学者のエカテリーナ・シュルマンは、法案の立法プロセスを段階式で表示する国家院の公式ポータルサイトでは、この法案は議会の両院で採択され、大統領が署名し、公布された段階にまで緑色のマークが付いているが、実際の法案は下院が承認した段階であり、連邦院（上院）の承認や大統領の署名はまだ行われていないと指摘した。
9月30日、バシコルトスタン共和国のクルルタイ州議会の議員がロシア下院に「囚人が特別作戦に参加することに関する法案」を提出した。

## プーチン大統領の演説
9月21日、モスクワ時間午前9時に放映された演説で、プーチン大統領はロシアでの動員を発表した。この演説は、軍の脱走に対する最高10年の懲役刑の導入などの国家院の刑法改正後に放映された。演説でプーチンは、この国は「西側諸国」と戦争状態にあり、核兵器の使用を脅かしていると述べた。プーチンは、動員の対象は「予備役の市民のみ」で、主に過去に軍務経験がある人々であると述べ、また、動員された市民は契約軍人と同じ扱いとなると発表した。
プーチンは欧米がロシア連邦に対して「核の脅し」を行っていると非難し、ロシアにも同様の兵器があることを思い起こさせた。プーチンはウクライナ占領地域での併合住民投票への支持を再確認し、ロシアが動員する正当な理由にこの住民投票を指摘した。
ロシアの聴衆に向けた演説で、プーチンは、親欧米の「ナチス」政権によるウクライナ人に対する「脅迫、テロ、暴力の政策」が「これまで以上に恐ろしい野蛮な形をとり」、ウクライナ人は 「砲弾の餌食」になってしまっているため、ロシアはウクライナで「私たちの愛する人」を守るしかないと主張した。プーチンはまた「西側の目標は、我が国を弱体化させ、分裂させ、破壊することである」と主張した。

## 法令
プーチンの演説の直後に、発表された動員を施行する公式の法令が公布された。内容は以下のとおりである。
1. 2022年9月21日から（つまり、直ちに）ロシア連邦で部分的な動員を宣言する。
2. ロシア連邦の軍隊での動員のためにロシア連邦市民の兵役への召集を行う。兵役のために動員によって召集されたロシア連邦市民は、契約に基づいてロシア連邦軍に勤務する軍人の地位を得る。
3. ロシア連邦軍への動員のために兵役に招集されたロシア連邦市民の賃金水準が、契約に基づいてロシア連邦軍で勤務する軍人の賃金水準と一致することを確立する。
4. 軍関係者が締結した兵役契約は、部分動員期間が終了するまで引き続き有効である。ただし、この法令で定められた理由による軍関係者の兵役からの解雇の場合は例外である。
5. 部分的動員の期間、契約に基づいて兵役に服する軍人、およびロシア連邦の軍隊での動員のために兵役に招集されたロシア連邦の市民の兵役からの解雇について、次の理由を定める。  1. 年齢 – 兵役の年齢制限に達したとき。
  2. 健康上の理由 - 軍事医療委員会が兵役に適さないと認めたことに関連して。ただし、特定の軍人と交代可能な軍の地位で兵役を継続したいという希望を表明した軍人は除く。
  3. 懲役刑の宣告に関する裁判所の判決の発効に関連して。
6. ロシア連邦政府に対して、  1. 部分的動員のための活動に資金を提供すること。
  2. 部分的動員の期間中、ロシア連邦の軍隊、その他の軍隊、軍事組織および組織の必要性を満たすために必要な措置を講じること。
7. 公式使用のみ（機密扱い）（英語版） [45]
8. ロシア連邦の構成組織の高官は、ロシア国防省がロシア連邦の各構成組織向けに決定した人数と期限内に、ロシア連邦軍に動員で兵役に服する市民の徴兵を確保するものとする。
9. 軍産複合体の組織で働くロシア連邦の市民に、（これらの組織での勤務期間中）動員のための兵役の徴兵を猶予する権利を付与する。猶予の権利を付与されるロシア連邦市民の分類と猶予付与の手続きは、ロシア連邦政府によって決定される。
10. この法令は、正式に公布された日に発効する[5]。

### 正式な公布と施行
2022年9月21日の大統領令第647号「ロシア連邦における部分動員の発表について」が法律情報の公式インターネットポータル「pravo.gov.ru」に同日に公開された。また、大統領令は2022年9月22日に『ロシア新聞』の第223号（8861）の1面に掲載された。
法令の第10項によると、この法令は公布日から施行される（つまり、法律が法律情報の公式インターネットポータルで公開された2022年9月21日）。

### 第7項
法令の第7項は非公開となっている。法令の公布としてウェブサイトに掲載された法令のバージョンでは第7項は「公用」のマークがついており閲覧できない。
『ノーヴァヤ・ガゼータ』は、機密扱いの第7項により、国防省は最大100万人を動員する許可を得ていると報じた。
報道官のドミトリー・ペスコフは、これを否定し、これらの報道は「嘘」と呼んだ。
2022年9月23日、独立系メディアのメドゥーザは、政府筋の話として120万人が動員されると報じたが、ペスコフはこの報道も否定した。

## 構造

### 法令の本文
部分的動員に関する命令は、予備役の軍人だけが徴兵の対象とは書かれていない。法令には、兵役からの解雇理由が記載されている（年齢、健康状態、懲役刑に関する裁判所の判決）。軍産複合体の従業員には徴兵猶予が与えられる。
動員に関する法律は、軍に登録されている市民の出国を制限する。
| 「 | 動員の発表後、軍に登録している市民は、軍事委員会、予備役を有する連邦行政機関の許可なく居住地を離れることは禁止される（1997年2月26日の連邦法No.31-FZ第21条2項「ロシア連邦での動員準備と動員について」） | 」 |

動員発表の前日、国家院（下院）議員は、「戦時」と「戒厳令」の概念の導入を承認した。連邦院（上院）議員および国家院議員は動員の対象にならない。

### 動員される市民

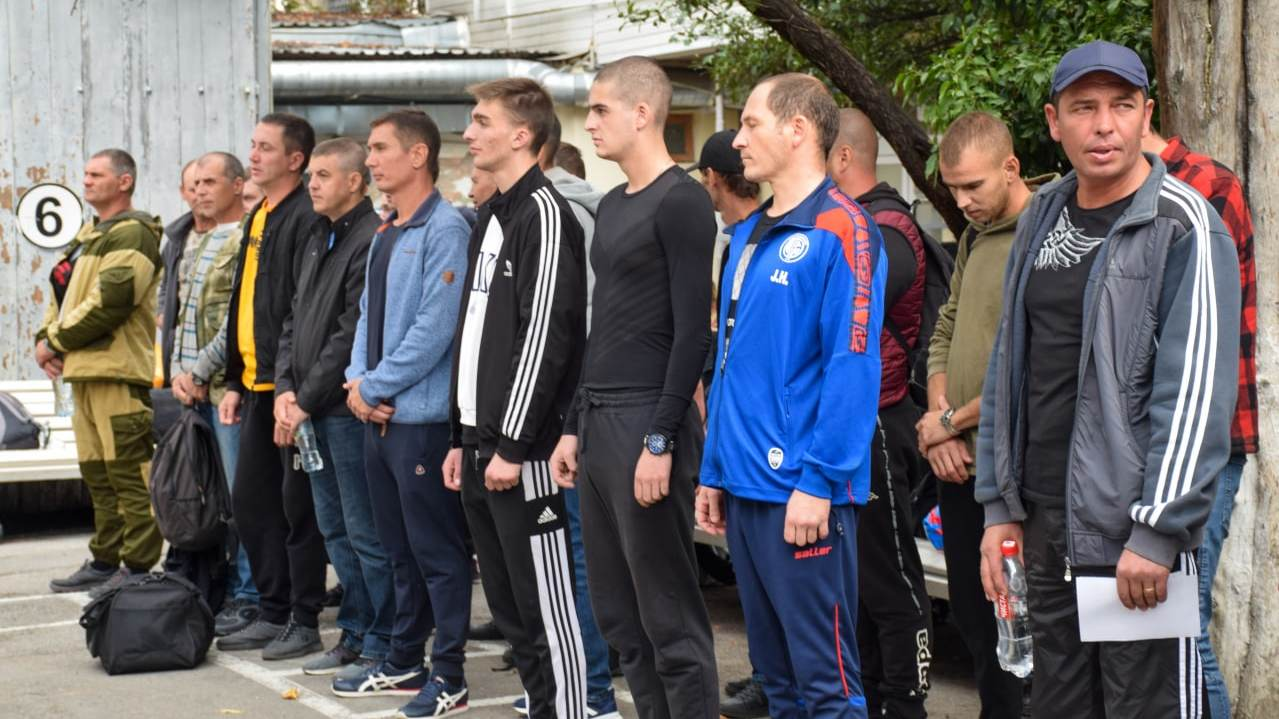
クリミア共和国ヤルタの徴兵所に出頭した男性たち

プーチンのテレビ演説によると、「現在予備役の市民、とりわけ軍務経験があり、特定の軍事的専門性と関連する経験を持つ市民のみが徴兵の対象となる」という。ショイグによると、予備役30万人の動員が計画されている。徴集兵は訓練または再訓練のために送られ、その後、敵対行為に参加するためにウクライナに向かう。予備役は、召喚状を受け取った後、ロシアを離れることを禁止される場合がある。
30万人の予備役の徴兵に関するショイグの声明は、ロシア軍のささいな損失に関する彼の他の声明とは相関していない。ショイグは、軍隊の損失は6000人未満で参加しているロシア軍の約3%であると語っている。ウクライナは、ロシアの損失数を10倍以上と見積もっている。
政治学者のエカテリーナ・シュルマンは、動員に関するプーチンの大統領令の文言によれば、「軍産複合体の労働者を除いて、誰でも召集できる」と指摘した。人権団体アゴラ代表のパベル・チコフ弁護士は、「（実際には）ロシア国防省が、どこから、誰を、どのくらい戦争に送るかを決定する」との意見を表明した。

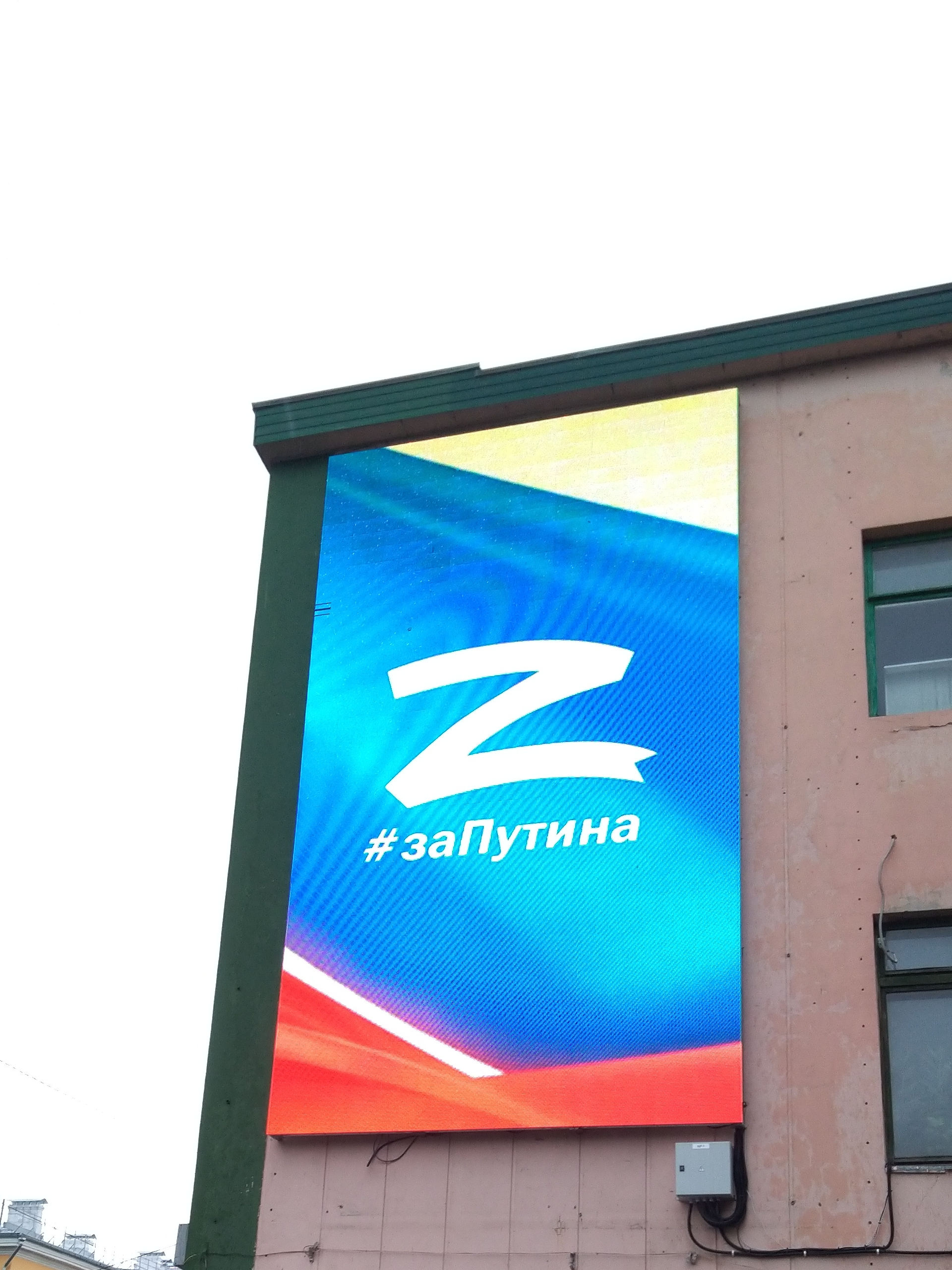
Zのシンボルと「プーチンのために」を意味するロシア語のフレーズが表示されているビルボード

9月22日、ロシア連邦を構成するチェチェン共和国の首長ラムザン・カディロフは、特別軍事作戦を実施するための作戦本部との会合で、チェチェン共和国では動員は行われないと述べた。カディロフは、既にウクライナにチェチェン兵2万人を投入しており、「動員計画を254%上回って達成している」と地元メディアで主張した。

### 施行
一部のロシア地域の軍事委員会は、動員命令を受けておらず、召喚状も受け取っていない予備役の人々が、彼らが永住している地区（都市）の外に移動することを禁じている。動員命令は、これらの文書で指定されたポイントと条件に表示する義務があった。召喚状または動員命令を受けた者の雇用主は、その者との雇用の維持と、これらの文書で指定された場所と時間に確実に対象者が確実に現れるようにすることが命じられる。
動員または戦時中の兵役逃れ、自発的降伏および脱走は、最高で10年から15年の懲役に処せられる。
イギリス国防省は、多くの新兵が訓練や適切な装備無しでウクライナの前線に既に配備されていると述べた。徴集兵の一人は「私達は前線に行く前の訓練は無いと正式に伝えられた。連隊の指揮官は（9月）29日に私達がヘルソンに行くというこの情報を認めた」とソーシャルメディアに投稿した。ソーシャルメディアに投稿された動画の中で、ロシアの士官が動員兵のグループに対し、「あなた達は今から全員が兵士だ。ここに3日、フライト、その後に2週間の軍事訓練だ」と伝えた。アメリカ軍退役将校のベン・ホッジスは「訓練を受けていない兵士を戦闘に送りこむのは犯罪だ...殺人だ。私はこれらの男性がとても長く生き残るとは思えない」と語った。
極東ロシアにあるハバロフスク地方のミハイル・デグチャレフ知事は、「（動員された男性の）約半数が軍の入隊選定基準を満たしていなかったため、家に帰した」と述べた。
独立系ニュースサイトのザ・インサイダーが公開した動画の中で、最近動員されたロシア兵が「非人道的な」状況、武器の不足、将校による虐待についての不平を述べた。

### 日程
カリーニングラード州の軍事委員であるユリー・ボイチェンコ大佐は、召喚状の配布日が決まっているのかどうかについての記者の質問に対し、「召喚状は、関連する大統領令の前に配布される」と公然と答えた。
オムスクの軍事委員会の一つで、徴集兵の家族は3つの動員の波（9月26日から10月10日、10月11日から25日、10月26日から11月10日まで）があると告げられた。これは軍の登録・入隊事務所の会議の録音によって証明されている。クラスノヤルスク地方でも3波の徴兵に関する情報が確認されている（地元の軍事委員会が同様の発言を行った）。ロシアの軍事専門家は2022年末に第2波が起きる可能性があると推測している。しかし、2022年10月11日に国家院防衛委員会の副委員長のYury Shvytkinは、動員は段階で分けられておらず、第一段階と第二段階に関する発言は「根拠がない」と述べた。10月12日、大統領報道官のドミトリー・ペスコフも第2波の存在を否定した。
2022年10月11日時点で、ロシアの38地域が動員を完了したと発表した。

## 反応

### ロシア

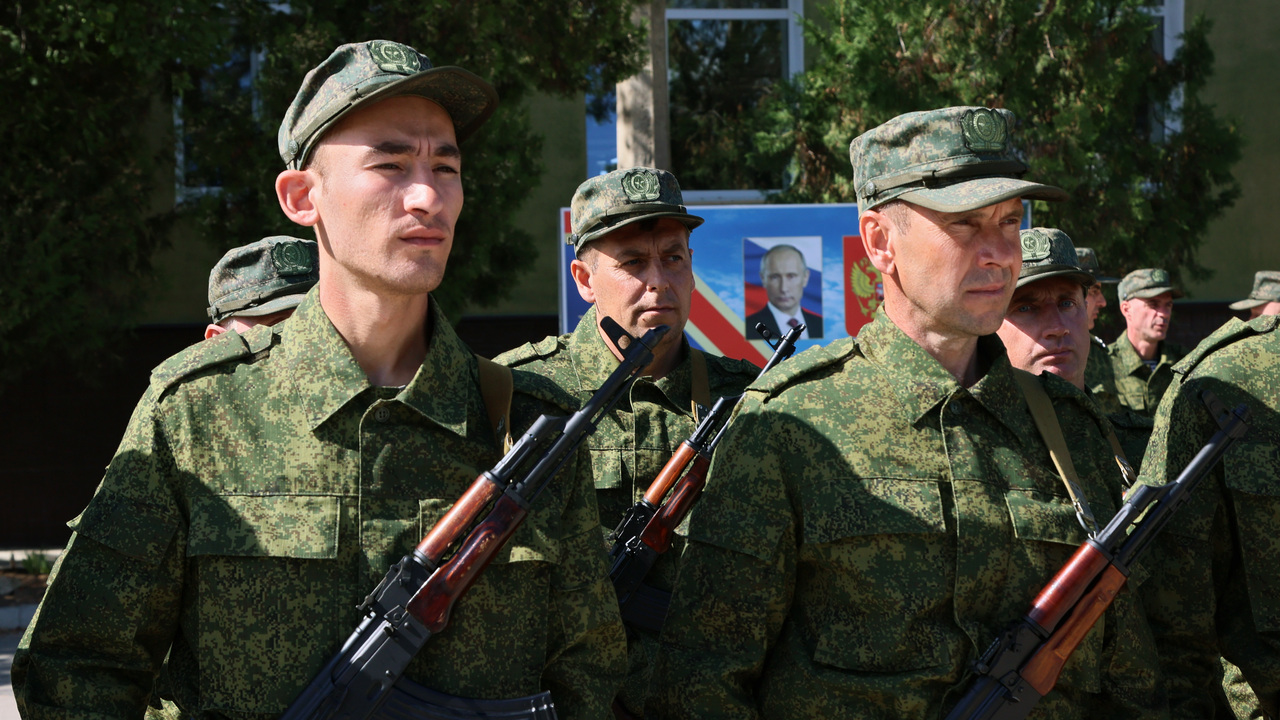
AK-47で武装した、動員されたロシア人男性

9月22日、ロシア安全保障評議会のドミトリー・メドベージェフ副議長は、ロシア占領下のウクライナで新たに併合された領土を保護するために「動員能力」を使用できると述べた。
ロスコムナゾールは、ロシアの公式情報源からの情報を「排他的に」用いて動員について書くことを要求し、最大500万ルーブルの罰金とブロックでメディアを脅した。
投獄されているロシアの野党政治家のアレクセイ・ナワリヌイは、法廷での審理で「私はあることが分からない。軍には100万人、国家親衛隊には35万人、内務省にはさらに150万から200万人がおり、連邦刑務所は人であふれている。なぜ彼らは民間人を徴兵するのだろうか？」と語った。
9月22から28日に行われたレバダ・センターの世論調査では、調査対象のロシア人の47パーセントが9月21日のプーチンの発表後に「不安や恐れ、恐怖」を感じたとし、23パーセントは「ショックを受けた」と感じた一方、13パーセントは「怒りと憤り」を感じ、23パーセントは「ロシアへの誇り」を感じたとした。

#### 株式・外為市場
ロシア市場は、動員の導入に反応して下落した。モスクワ時間の10時43分までに、 MOEX指数は4パーセント以上下落し、RTS指数は5パーセント下落した。取引所の開始後、ルーブルに対する米ドルは2時間以内に62.61ルーブルに上昇した（9月20日の取引終了までに+2.01ルーブル）。

#### ロシア高官とその家族

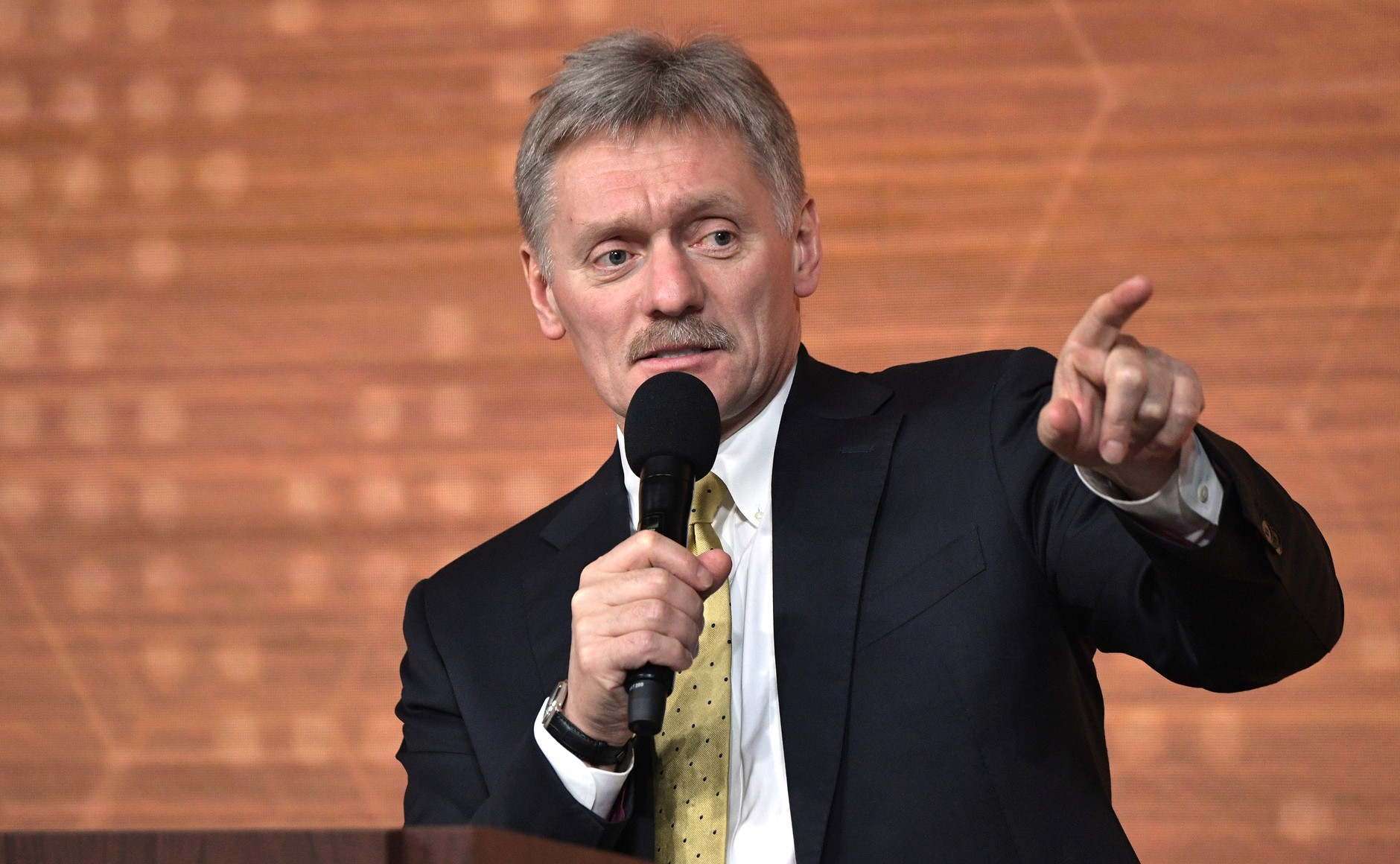
大統領報道官のドミトリー・ペスコフ。彼の息子は、自身が「ペスコフ性」であるため、ウクライナでの戦闘への招集に応じるつもりはないと述べた。

動員に批判的なロシア人は、ソーシャルメディアやその他の電子的手段（Twitterなど）を使って、戦争と動員を支持するロシアの高官に、彼ら自身または彼らの息子が前線に行くかどうかを一斉に問い合わせた。そうするつもりの高官が何人かいたが、ほとんどの人は答えを拒否または、アレクセイ・ミシュスティン（ミハイル・ミシュスティン首相の息子）のように言い訳をするか、 市民の質問を無視（例：モスクワ市議会副議長のアンドレイ・ジュガーノフ（ゲンナジー・ジュガーノフの孫））、または質問者をブロックした（例：息子のアレクセイに志願するようアドバイスしたかどうかTwitterで尋ねたBBCのジャーナリストをブロックしたドミトリー・ロゴジン)。
大統領報道官ドミトリー・ペスコフの息子ニコライは、徴兵事務所の当局者を装った反体制派からの事務所への出頭を求める電話に対し、出頭を拒否した上で、「私はペスコフ性の人間だ。この問題は高いレベルで解決される」と主張した。これはプーチン政権下のロシアにおける縁故主義の一例と見なされた。
ウクライナ侵攻に反対した国家院議員のミハイル・マトヴェーエフは、戦争と動員を支持するロシアの知事と議員は軍隊に入隊し、ウクライナで戦うべきだと提案した。ハバロフスク地方のミハイル・デグチャレフ知事は、志願兵としてウクライナに行きたいが、知事の職務のために行くことができないと述べた。地域住民はデグチャレフを知事の職務から解任し、ウクライナで戦うために彼を送ることを提案する請願を始め、数万人が署名した。
ロシア国家院議長のヴャチェスラフ・ヴォロージンは、国家院は軍隊に入隊してウクライナでの戦争に行くことを望む議員を支援すると述べた。多数の制限法案を作成したプーチンの忠誠者ドミトリー・ヴャトキンは演説で、議員はロシア市民を世話し、彼らの問題を解決する義務と責任があるため、任務を放棄して前線で戦うべきではないと述べた。

#### ロシア軍内部

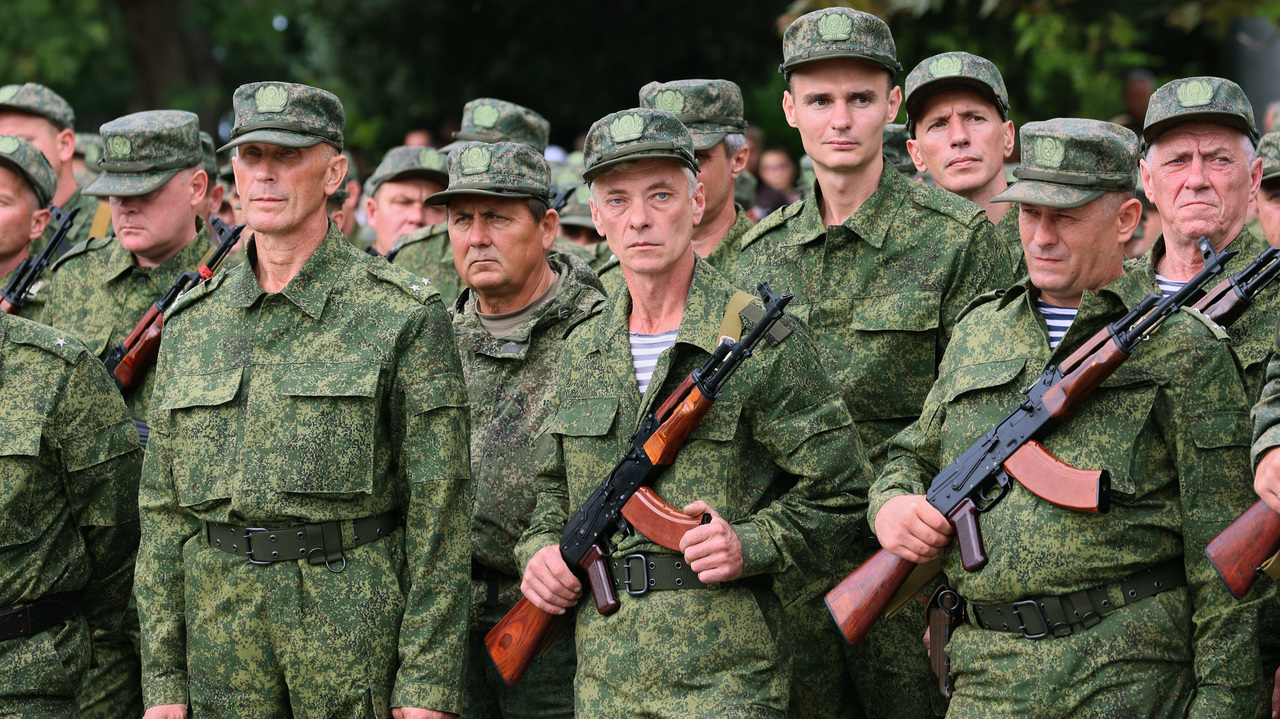
対ウクライナ戦での兵役に動員された、ロシア支配下のクリミアの住民。

2022年10月4日、オムスク州の兵士グループの前に立つ1人の男が、軍の指導部に質問をしている動画が出回った。 彼は、動員が宣言された後、彼らは「警戒して起き上がった」と冷静に述べ、その上で、彼らは「家族を家に残しており、子供がいる人もいれば、妻が産休中の人もいる」と述べた。
彼は動画の締めくくりに、「私たちは行く準備ができている。私たちはここにいる。私たち、私たちの家族を支援してください」と伝えた。

#### ロシア人の出国
ロシアの住民は発表を受け、他国行きのチケットを買い占めた。プーチンのテレビ演説の前に、9月21日、トルコ最大の都市イスタンブール行きの全ての航空券と、アルメニアの首都エレバン行きのほぼ全ての航空券が売り切れた。モスクワからエレバンまでの片道鉄道切符は9月22日に 4,241米ドル（複数の停車駅あり）で販売されていた。Googleトレンドのデータによると、ロシアで人気のある航空券予約サイト「Aviasales」の検索が4倍に急増した。ロシア連邦保安庁（FSB）は、9月26日時点で、26万1000人のロシア人が既にロシアを離れていると述べた。また韓国の浦項の港にも動員逃れとみられるロシアのヨットが複数入港した。
動員の発表後、ロシアからカザフスタン、グルジア、ベラルーシ、フィンランド、モンゴルへの出口で何キロメートルもの交通渋滞が発生した。ラトビア、リトアニア、エストニアのバルト諸国、フィンランド、ポーランドは、動員から逃れるロシア人に避難所を提供しないと発表した。カザフスタン上院議長のマウレン・アシムバエフは、カザフスタンはロシア政府の許可なく動員を回避するロシア市民に永住許可を出さないと発表した。10万人以上のロシア人男性がカザフスタンに逃亡した。発表後の最初の一週間でジョージアは最も多くの避難民を受け入れた。
2022年9月27日、米国ホワイトハウス報道官のカリーヌ・ジャン=ピエールは、ウクライナでの戦闘に招集されて逃れようとしているロシア人男性に対し、米国への亡命を申請するよう促した。
ロシア連邦に加盟するサハ共和国では、召喚状を受け取っていない予備役が自分の地域や都市から離れることを禁止した。同様の禁止措置がダゲスタン共和国、クラスノダール地方、タタールスタン共和国、サマラ州、クルスク州の軍事委員によって取られた。
2人の男性がボートでロシアから逃れ、10月4日に米国アラスカ州ガンベルの小さな町に上陸し、亡命を求めた。

#### 動員兵への支援
「アゴラ」や「ロシア兵士の母の委員会連合」などの多くの人権団体や公共団体が、動員の対象となったロシア人を支援する用意があると表明した。
プーチン政権への批判活動を展開するアレクセイ・ナワリヌイのチームは動員の発表後、ウクライナに派遣されようとするロシア軍の兵士として徴兵されるのを回避する者に対して「支援を提供する」ことを約束した。Ivan Zhdanovによると、ナワリヌイの本部は、全国の軍事委員会への放火を含む、ロシア連邦での部分的な動員の発表に対するあらゆる形での抗議を支持する予定という。各地の軍事委員会への相次ぐ放火については後述。

#### 抗議
反戦団体ヴェスナは、ロシア全土での抗議行動を呼びかけた。「migilization（英語の「動員（mobilization）」とロシア語で墓を意味する「mogila」を組み合わせたもの）」と呼ばれるこの抗議行動は、9月21日の夜に予定されていた。ウクライナとの戦争のための動員に対する抗議は、ロシア全土で発生した。モスクワの抗議者たちは、「プーチンを塹壕に！」というスローガンを唱えた。モスクワ時間の同日22時時点、既に38 都市で1233人以上が拘束されている。モスクワ警察の4つの部署から、拘束された男性が軍の登録・入隊事務所に召喚状を手渡されたという情報が寄せられた。大統領報道官のドミトリー・ペスコフは、被拘禁者への召喚状の送付は法律に反しないと述べた。ソコリナヤ・ゴラ警察署では、拘留者の1人が召喚状の受け取りを拒否したため、刑事事件および 10年の懲役を科すと脅された。
モスクワ検察庁は、反戦抗議行動を組織したり参加したりすることは、最長で15年の禁錮刑が科される可能性があると警告した。
ロシアで動員が発表された9月21日、チェチェン共和国の首都グロズヌイでは、数十人の女性が動員に抗議する集会を開こうとしたが、全員が拘留された。
9月22日、ダゲスタン共和国のババユルトでは、連邦の高速道路が村の出口で封鎖された。また、村人の集団が地元の軍登録・入隊事務所の近くに集まり、彼らと入隊事務所の職員との間で衝突が起きた。
9月24日、ヴェスナ運動が組織した、動員に反対する集会がロシアの多くの都市で開催された。集会の参加者が大量に拘留されただけでなく、普通の通行人も拘束された。OVD-Infoによると、モスクワ時間22時30分までに750人以上が拘留された。
9月25日、ヤクーツクの女性達は「私達の夫を手放さない」「大量虐殺に反対」「戦争に反対」というスローガンの下で集会に参加した。人々は、夫と息子の安全な帰還に対する母親の祝福を象徴する伝統的な輪舞「osuokhay」を行った。女性たちはすぐに治安部隊によって解散させられた。同日、ダゲスタンのハサヴュルトフスキー地区エンディレイの住民は動員に反対する集会に参加した。警察は集会を解散させようとして空中に実弾を発砲した。
9月26日、リャザンのバス停で男が自分の体に火を付けた。9月30日、ラッパーのウォーキーは、テレグラムに「ウクライナで人殺しをする準備ができていない」「自分の魂に殺人の罪を負わせることはできないし、したくもない」「今起こっていることを支持しなかった男として、永遠に歴史に刻まれることを選ぶ」とファンに向けて語る最後のメッセージ動画を投稿した後、自殺を図った。
10月5日、最近動員されたロシア兵達がベルゴロド州で劣悪な生活環境と装備の不足についての抗議を行った。

#### 徴兵機関などへの攻撃
9月21日、ニジニ・ノヴゴロドで募集所が放火された。9月21日夜～22日、サンクトペテルブルクのロモノソフで軍事委員会の建物が放火された。オレンブルク州ゲイ市では、何者かが軍事委員会の建物に放火しようとした。
動員発表の翌日、トリヤッチでは、何者かが市庁舎に火炎瓶を投げつけた。
9月23日、スヴォボードヌイ、ハバロフスク、カムイシン市とTselinnoye村の軍事委員会の建物が放火された。
9月24日、カンスクの軍事委員会と、プーチン政権与党統一ロシアの[[[サラヴァト]]にある事務所が放火された。
9月25日、ルザイェフカ、チェルニャホフスク、キロフスクの軍事委員会とヴォルゴグラード州ベレスラフカとレニングラード州シャスケレヴォの村当局への放火が試みられた。
9月25日、ウリュピンスクとタルーサの軍事委員会に対する放火未遂事件が発生した。
9月26日、イルクーツク州ウスチ＝イリムスクの軍登録・入隊事務所での動員される人々との会合中に、徴兵委員会のトップが男に撃たれ、集中治療室に運ばれた。バザによると、男は発砲前に「さあ、皆で家に帰ろう！」と話したという。

### ロシア人以外の少数民族の動員問題
ロシア連邦は多民族国家であるが、9月の部分的動員令の前から、ロシア人以外の少数民族が激戦地へ優先的に送り込まれて多数戦死しているとして反発が起きていた。クリミアにおいては、ウクライナの大統領ウォロディミル・ゼレンスキーは2022年9月25日のビデオ演説で、ロシア支配に反発するクリミア・タタール人が多数動員されており、「クリミア・タタール人はウクライナ国民」であり、「自分たちの国との戦争に投入され、一掃される可能性がある」「新たなジェノサイド政策だ」と非難した。
モンゴル元大統領のツァヒアギーン・エルベグドルジは、モンゴル世界連邦のYouTubeチャンネルで公開した動画で、プーチンに戦争を止めるよう促し、「（彼らの）国を独裁から解放し始める」運命にあるロシアの避難民を称え、特にモンゴルと文化・民族的に近縁なロシア連邦内の諸民族について、「大砲の餌として使われるにすぎない」ブリヤート人、トゥバ人、カルムイク人（の避難民）を歓迎し、ロシアの徴兵者に「ウクライナ人を撃つ」ことをせず、「ウクライナやウクライナ人の自由」を殺さないよう指示し、ウクライナの「勇敢な人々」とゼレンスキー大統領を称賛した。彼によると、様々な国が、ロシア当局が戦争に派遣する少数民族の代表者を受け入れる必要があるとし、特に、モンゴルは難民を保護する準備ができていると述べた。

### ウクライナ
ウクライナ当局は、強制動員されウクライナに派遣されたロシア人は降伏できると述べた。ウクライナのイリーナ・ヴェレシュチュク副首相によると、降伏した者には安全が保証されるという。9月24日にウクライナ大統領府がテキストと動画で公開した声明で、ゼレンスキー大統領は、降伏を選ぶロシア兵に約束する3点の概要を説明した。
1. 第一に、全ての慣習に従い、文明的な方法で扱われる
2. 第二に、誰もあなたの降伏の状況を知ることはない。あなたの降伏が自発的であることをロシアの誰も知ることはない
3. 第三に、あなたがロシアに送り返されるのを恐れていて（捕虜）交換を望まないのならば、私達は（交換を行わないことを）保障する方法を見つけるだろう

ウクライナ国家安全保障・国防会議のオレクシー・ダニーロフ長官は、部分動員に関する決定を「ロシア人を処分するための複雑な計画」と呼んだ。9月21日、ゼレンスキーは、ドイツの『ビルト』紙のインタビューで、ロシアは事実上の部分動員を先月始めており、（今回の部分動員令は）「新しいことは何もない」との見解を示し、「プーチンはウクライナを血で染めようとしているが、自分達の兵士の血でもある」と語った。

### 国際社会
欧州諸国と米国の政府代表と外交官は、プーチンの動員決定は、ウクライナとの戦争でのロシアの失敗の兆候であり、エスカレーションへの一歩であり、ロシア指導部のパニックの兆候であると説明した。一部の代表者は、自国の政府がロシアの侵略から保護するためにウクライナに軍事支援を提供し続けると述べた。他の西側の政治家もまた、プーチンの核エスカレーションの脅威を無視することを表明している。
- チェコ外相のヤン・リパフスキーは、チェコは動員を逃れるために退避したロシア人に人道ビザを発行することはないとと述べた[148]、チェコは2022年2月にロシア市民へのビザの発給を停止している[149]。

- エストニアの首相カヤ・カッラスは、動員から逃れるロシア人をエストニアに亡命させないと表明した[150]。
- フランス大統領エマニュエル・マクロンは、ウラジーミル・プーチンのウクライナでの措置についての「合理的な説明はない」と述べ、それはルサンチマン、地域の覇権戦略、新型コロナウイルスによる隔離の結果が組み合わさった可能性があると述べた[151][152]。
- ドイツ首相オラフ・ショルツは、動員は「自暴自棄の行為」であり、（動員で）「ロシアの全てを悪化させた」とし、ウクライナ人の抵抗の意思を最初から「完全に過小評価していた」と指摘した[153][154]。ドイツ内相のナンシー・フェザーは「深刻な抑圧の脅威に晒されている脱走兵は、原則としてドイツで国際的な保護を受けることができる」と述べた[155]。
- カザフスタンの大統領カシムジョマルト・トカエフは、流入ロシア人の安全確保を表明した。トカエフは「最近、ロシアから大勢が流入している」「絶望的な状況により国を去らざるを得ない人が大半だ。我々は彼らの世話をし、安全を確保しなければならない」と語った[156][157]。
- オランダの首相マルク・ルッテは、プーチンの行動を「パニックの兆候」と呼び、核兵器の脅威は心配していないと付け加えた[147]。
- ポーランド大統領のアンジェイ・ドゥダは、PBSニュースのインタビューで、動員はロシアによる「面子を保つための試み」だと述べた[158]。
- イギリスのベン・ウォレス国防大臣は、動員はロシアの敗北の証拠であると述べた[159]。
- アメリカのブリジット A. ブリンク駐ウクライナ大使は、「偽の国民投票と動員は、ロシアの弱さと失敗の兆候である」と述べた[160]。国連安全保障理事会で発言したブリンケン国務長官は、ロシアの努力に対して、「この戦争の結果とそれを終わらせる必要性」について語る多くの国の「驚くべき結束」や、ロシアの同盟国からの深刻な疑問や懸念が示されたにもかかわらず「戦争を終わらせるのではなく、戦争を拡大することを選択した」として、プーチンを非難した。彼は、プーチンの動員発表が「世界のほとんどの人が国連に集まる今週、プーチン大統領が起こした火に油を注ぐために」行われたことに言及し、ブリンケンは「国連憲章、総会、そしてこの評議会をまったく軽視している」と述べた。また、併合後の攻撃には「利用可能な全ての兵器システム」で報復するとのプーチンの脅しが、「核戦争に勝者はおらず、決して戦ってはならない」とするロシアも署名した安全保障理事会の共同声明の9ヶ月後に行われたと指摘した[note 1][162]。彼は、動員に反対するデモ隊の「私たちの子供たちを生きさせよう」というスローガンを引き合いに出し、ロシア国民の間の抗議と抵抗を理事会に思い出させた[163]。

ドイツは、ウクライナとの戦争を望まないロシアの反体制派と徴集兵に亡命受け入れを申し出た。対照的に、フィンランド外務省は、シェンゲンビザでのロシア市民の入国を完全に禁止する準備を進めていると述べた。エストニアは、ウクライナとの戦争に参加した全てのロシア人の入国を禁止すると発表し、ラトビアは、治安上の懸念を理由に、動員を逃れるロシア人への人道的ビザの発行を拒否した。

## 見解
戦争研究所によると、動員でロシアが今後数か月で戦闘力を大幅に向上させる可能性は低いという。ロシア軍の徴兵期間は1年のみであり、徴兵期間終了後には追加の訓練を受けないため、ロシア軍の予備役は戦闘経験がほとんどない。ショイグは、戦闘経験のある予備役を招集するつもりであると主張しているが、現在、ウクライナで既に戦っている予備役以外に戦闘経験を持っている予備役はほとんどいない。2023年までは動員で損失を補い、現在の水準の人的資源を維持するのに十分であるかもしれないが、これも事実ではない。動員がいくつかの段階で展開されるというショイグの言葉から判断すると、前線に兵士が急速に流入することはないため、動員によってウクライナが冬の終わりまでにさらに多くの土地を解放する機会が奪われることはない。
専門家は、ロシアは、戦場での装備と弾薬の大量の損失と、かつて旧ソビエト連邦の国々が動員された徴集兵を迅速に訓練し武装化させていた多くのロジスティクスと管理構造の廃止によって、動員兵を訓練し、装備するためのインフラの不足に苦しんでいると指摘している。
アメリカ合衆国の『ワシントン・ポスト』紙は、動員を発表することで、プーチンは大きなリスクを冒していると指摘した。世論調査によると、動員令の結果、若年男性が戦争への反対を表明し始めた可能性があるという。経済学者のオレグ・イツホキとマキシム・ミロノフの分析によると、戦争と亡命による損失の結果、ロシアは20から29歳の男性の10パーセント以上を失う可能性があり、戦争の終結後にはロシアで犯罪が急増することが予想される。特に貧しい地域では、かなりの数の子供が父親がいないまま残されてしまうことで、これらの子供が10代になる5年から10年後に犯罪の新たな急増に繋がるという。